# Bandeira da Liga Árabe
A bandeira da Liga Árabe é um dos símbolos oficiais da referida organização, tendo sido adotada em 1945.

## Descrição

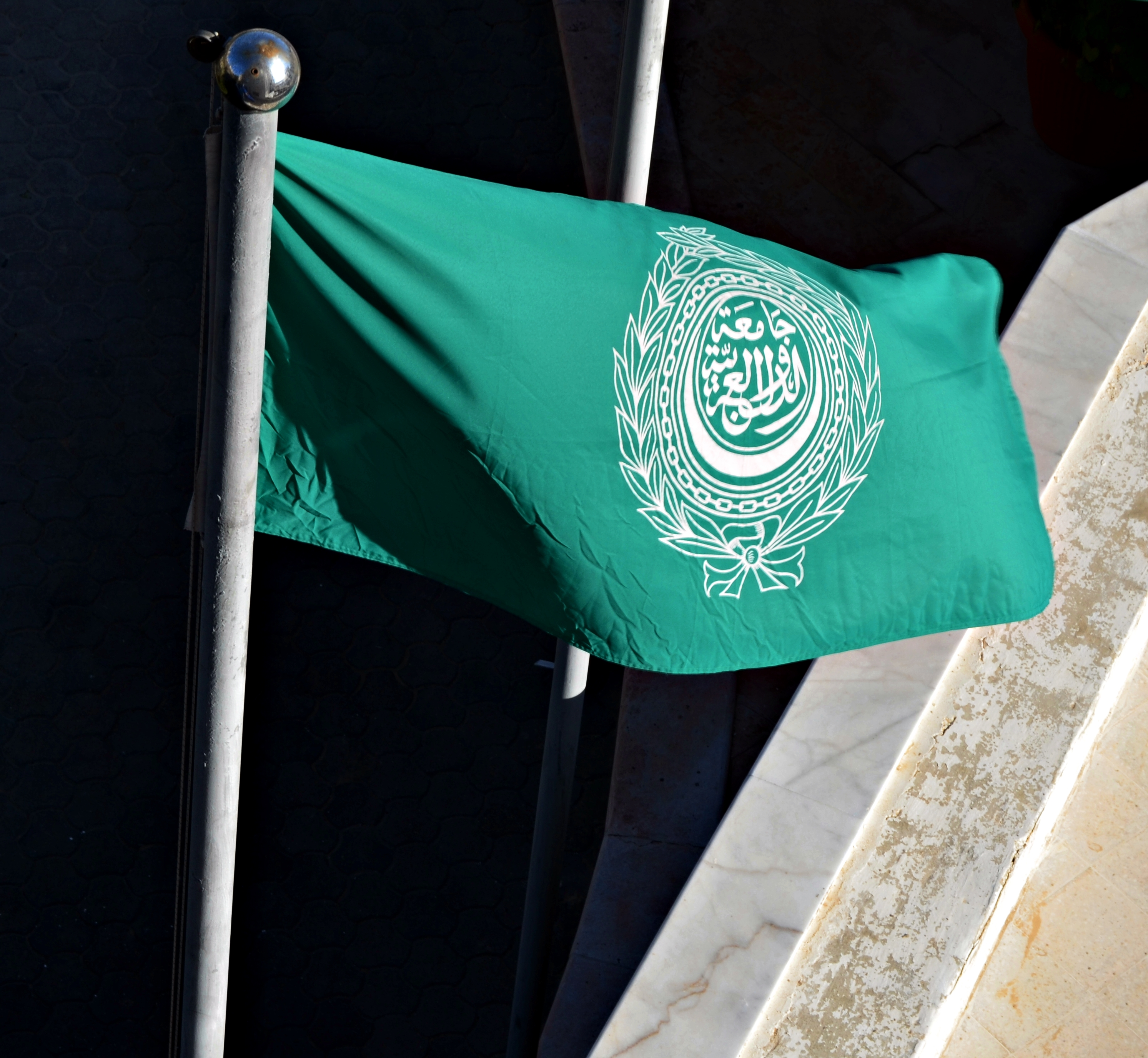
Bandeira da Liga Árabe hasteada em Amã, Jordânia

Seu desenho consiste em um retângulo de proporção largura-comprimento de 1:2 com um fundo verde com o emblema da Liga no centro. No centro do emblema há a inscrição em árabe (جامعة الدول العربية), com a transliteração (Jāmiʿa ad-Duwal al-ʿArabiyya), que significa Liga de Estados Árabes.

## Simbolismo
A cor verde e a crescente simbolizam o Islã. A corrente representa a união, enquanto cada um dos vinte elos da corrente representam os vinte membros da Liga à altura da adoção da bandeira. A coroa de louros atada cor um laço branco representa a paz e a dignidade.